# Nomada subangusta
Nomada subangusta är en biart som beskrevs av Cockerell 1903. Nomada subangusta ingår i släktet gökbin, och familjen långtungebin. Inga underarter finns listade i Catalogue of Life.